# Holub růžový
Holub růžový nebo také holub Mayerův (Nesoenas mayeri nebo také Columba mayeri) je druh měkkozobého ptáka.
Dosahuje délky 40 cm a váhy kolem 300 gramů.
Aktuálně patří mezi ohrožené druhy. Nicméně jde o jednoho z nejvzácnějších ptáků, o jehož přežití se zásadním způsobem zasloužily mezinárodní ochranářské programy. Docházelo a dochází k doplňování stavů tohoto druhu v přírodě díky odchovům v lidské péči. V roce 1984 bylo v přírodě pravděpodobně jen 20 jedinců. V roce 1995 již bylo uváděno přes 150 holubů růžových.
Žije v tropických lesích ostrova Mauricius.
Živí se rostlinami, resp. jejich listy, květy i plody. Jejich jídelníček doplňují bezobratlí.
V době hnízdění vytváří páry. Zajímavostí je fakt, že přes den na vejcích sedí samec, zatímco v noci samice.
Holub růžový se stal známým díky knize přírodovědce Geralda Durrella, kterou nazval Zlatí netopýři a růžoví holubi (v originálu vyšla 1977, v českém překladu pak 1983. Právě Durell odchytil jedenáct jedinců a ve své zoo na ostrově Jersey je začal rozmnožovat.

## Chov v zoo
Holub růžový patří mezi velmi raritně chované druhy. V roce 2017 jej chovalo 10 evropských zoo. V červenci 2019 se jednalo o 11 evropských zoo, z toho sedm ve Spojeném království. V Německu a Francii mají tento druh po jedné zoo. V Česku je tento druh chován ve dvou zoo:
- Zoo Plzeň
- Zoo Praha

### Chov v Zoo Praha
První jedinci holuba růžového byli do Zoo Praha dovezeni v roce 2000. Nejprve se jednalo o pár ze Zoo Jersey. Ještě téhož roku byly přivezeny dvě samice ze Zoo Rotterdam. První úspěšný odchov byl zaznamenán v roce 2001. Jednalo se o vůbec první úspěšný odchov v historii českých zoo. Ke konci roku 2018 bylo chováno pět jedinců (tři samci a dvě samice). V červnu 2019 se vylíhla dvě mláďata a v průběhu července 2019 další dvě. Celkem bylo za rok 2019 odchováno pět mláďat a všechna přirozeně, což je u tohoto druhu dosti vzácné. Holubi růžoví si obvykle projevují velkou nesnášenlivost, není snadné je spárovat a jen nemnoho z nich dokáže samo odchovat mláďata – řada jich vyrůstá pod pěstouny, jimiž jsou obvykle hrdličky zahradní. Mláďata z roku 2019 tak byla velmi cenná pro evropský chov. Na konci roku Zoo Praha chovala 10 jedinců. Mládě zde přišlo na svět též v srpnu 2020.
Dalších šest mláďat (dva samci a čtyři samice) se vylíhlo od května do října 2024 – v tomto roce šlo o jediné odchovy holuba růžového v kontinentální Evropě. Mláďata byla odchována pod pěstouny – hrdličkami. Otcem mláďat byl chovný samec pojmenovaný Adrian the Great, kterého do Zoo Praha deponovala London Zoo. Samec byl odchován 100% uměle a díky fixaci na člověka nebyl agresivní na samici, což je u tohoto druhu jinak běžné.